# Memelland

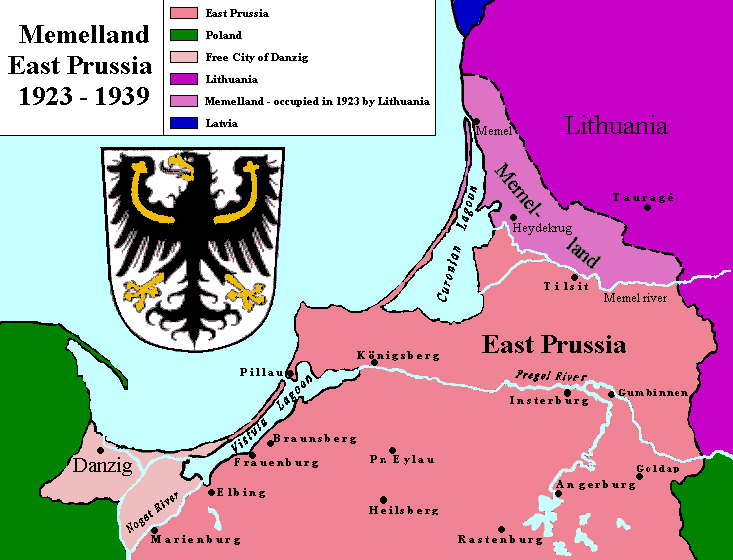
Memelområdet är markerat med ljusviolett på kartan.

Memelland, Memelområdet (ty. Memelland eller Memelgebiet, lit. Klaipėdos kraštas, fr. Territoire de Memel), fram till 1919 en kreis (Kreis Memel) i Regierungsbezirk Königsberg inom Ostpreussen omfattande staden Memel (nuvarande Klaipeda).
Området ställdes under fransk förvaltning efter Versaillesfreden 1919. Samma år hade området 146 000 invånare (en överväldigande majoritet av dem var tyskar) fördelade på 2 708 kvadratkilometer. I januari 1923 annekterades området av Litauen, 1924 erhöll det autonomi. Den tysk-litauiska spänningen som rådde ledde till att undantagstillstånd infördes 1926. Undantagstillståndet varade ända till 22 mars 1939 då området återförenades med Tyskland efter att Litauens regering försökt få Englands och Frankrikes stöd att hävda sin jurisdiktion över Memelland men misslyckats; England och Frankrike vägrade att stödja Litauens ståndpunkt. Litauen gick därför med på att lämna tillbaka Memelland till Tyskland och fick i gengäld fritt nyttja den moderna hamnen i Memel i 99 år.
I takt med att Röda armén ryckte fram 1945 flydde huvuddelen av områdets tyska befolkning till de västligare delarna av Tyskland. Området hamnade efter kriget under sovjetiskt välde, och 1945 införlivades det i Litauiska SSR. Sedan 1991 är det en del av provinsen Klaipėda i den självständiga republiken Litauen.